# Glodenii Gândului
Glodenii Gândului – wieś w Rumunii, w okręgu Jassy, w gminie Țibănești. W 2011 roku liczyła 2524 mieszkańców.